# Río Ay
El Ay (en baskir: Әй; en ruso: Ай) es un río ruso, afluente izquierdo del río Ufá que discurre por Bashkortostán y la región de Cheliábinsk, pasando por las ciudades de Zlatoust y Kusa. El río tiene 549 km de largo, y su cuenca hidrográfica cubre 15000 km². Desde finales de octubre comienza a congelarse hasta mediados de abril. A lo largo de sus orillas hay numerosos acantilados y cuevas. La corriente del río se aprovecha para la producción de energía hidroeléctrica. También hay numerosa pesca de especies como lucios, alburas y carpas, etcétera.